# Ferdinand Schleicher
Ferdinand Alois Schleicher (* 21. Juli 1900 in Schönbach, Egerland; † 8. Juni 1957 in Dortmund) war ein deutscher Bauingenieur, Hochschullehrer und Fachautor.

## Leben
Schleicher wurde 1923 an der Technischen Hochschule Karlsruhe zum Doktor-Ingenieur (Dr.-Ing.) promoviert. Seine Dissertation trug den Titel „Ermittlung der elastischen Verschiebungen einfach und doppelt gekrümmter Stäbe als Drehungen bezw. Schraubungen um Zentralachsen von Momentenflächen“ (Karlsruhe 1924).
1925 wurde er Privatdozent für Statik und Elastizitätslehre an der Technischen Hochschule Karlsruhe. Von 1927 bis 1933 war er Ingenieur beim MAN-Werk in Gustavsburg und wechselte 1933 als Prokurist zur „Eisenbau Wyhlen AG“ (Landkreis Lörrach).
Im Jahr 1934 wurde Schleicher als ordentlicher Professor für Statik und Stahlbau an die Technische Hochschule Hannover berufen. Dies war der Lehrstuhl, für den ursprünglich der Honorarprofessor Hugo Kulka vorgesehen war, der jedoch Anfang 1933 aus rassistischen Gründen von der Hochschule vertrieben worden war. Schleicher war bereits von 1927 bis 1933 Mitglied der NSBO-Betriebsleitung bei MAN und trat 1933 in die NSDAP ein (Mitgliedsnummer 2.020.255). Unter anderem als Dekan der Fakultät für Bauwesen war er an der weiteren Nazifizierung der Hochschule führend beteiligt. Er wechselte dann von 1937 bis 1945 an die Technische Hochschule Berlin.
Nach dem Zweiten Weltkrieg arbeitete Schleicher seit 1946 als Zivilingenieur in Berlin und Düsseldorf und betätigte sich auch als Autor. Im Jahr 1949 wurde er Honorarprofessor an der Technischen Hochschule Aachen. Schließlich wurde Schleicher seit 1950 Vorstandsmitglied der Dortmunder Union Brückenbau AG.
Neben seiner Tätigkeit als Autor war Schleicher auch Herausgeber des Fachorgans „Bauingenieur. Zeitschrift für das gesamte Bauwesen“ sowie anderer Publikationen. Er gehörte dem Verein Deutscher Ingenieure (VDI) mit der Mitgliedsnummer 510193 an und war im Westfälischen Bezirksverein des VDI aktiv.